# M 40 (двойная звезда)
M 40 (также Winnecke 4, Мессье 40, WNC 4) — двойная звезда в созвездии Большой Медведицы. Была открыта в 1764 году Шарлем Мессье, который принял её за туманность, ранее указанную на этом месте Яном Гевелием, и внёс в свой каталог. Была открыта повторно Ф. А. Т. Виннеке.
Измеренное в 1991 году угловое расстояние между компонентами звезды составило 51,7", таким образом, увеличилось со времён Мессье. В настоящее время предполагают, что, скорее всего, это оптическая двойная звезда, а не физически связанная система.

## Наблюдения

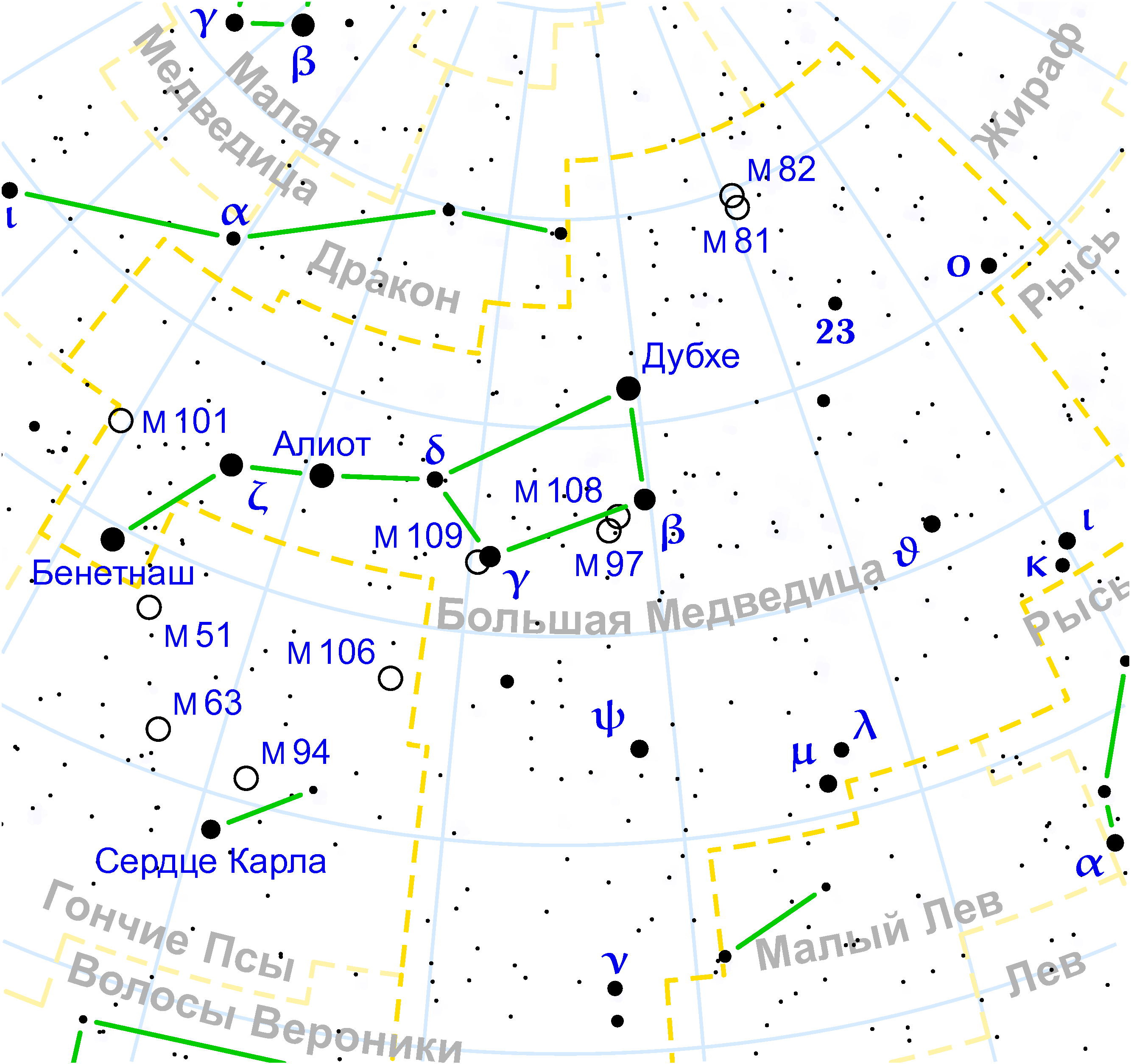
M 40 в Большой Медведице

Эта двойная звезда хотя бы потому сто́ит наблюдения, что пусть и по недоразумению, она всё же попала в знаменитый каталог Мессье. Если на восточной стороне ковша Большой Медведицы продолжить линию от γ к δ (Фекда-Мегрец), то на продолжении этой линии в 1.5 градусах от δ UMa и найдётся М40 — двойная звезда примерно 9-й величины, в 15 угловых минутах от звёздочки 70 UMa (5m). Двойственность M 40 очевидна при самом малом увеличении телескопа (подзорной трубы).
При хорошем тёмном небе (лучше зимой-весной) в апертурный телескоп совсем рядом с M 40 (менее 10' на запад) можно попытаться увидеть неяркую спиральную галактику NGC 4290 (12m), а при апертуре телескопа от 350 мм и её соседку NGC 4284 (13.6m).

### Соседи по небу из каталога Мессье
- M 109 — (менее чем в градусе к западу от Фекды) довольно яркая спиральная галактика вполоборота;
- M 101 — (на восток, над хвостом Б.Медведицы) большая спиральная галактика видимая плашмя;
- M 108 — (на запад, у β UMa) галактика видимая почти с ребра;
- M 97 — (рядом с M 108) очень интересная планетарная туманность «Сова»

### Последовательность наблюдения в «Марафоне Мессье»
…M 51 → M 109 → M 40 → M 101 → M 109…